# Hotel Artemis
Hotel Artemis is een Amerikaanse sciencefictionfilm uit 2018, geschreven en geregisseerd door Drew Pearce.

## Verhaal
In een nabije dystopische toekomst leidt de verpleegster Jean Thomas (Jodie Foster) een geheim hospitaal verborgen in een hotel boven de elfde verdieping voor misdadigers in Los Angeles dat Hotel Artemis genoemd wordt.

## Rolverdeling
| Acteur            | Personage               |
| ----------------- | ----------------------- |
| Jodie Foster      | Jean Thomas             |
| Sterling K. Brown | Waikiki                 |
| Sofia Boutella    | Nice                    |
| Jeff Goldblum     | Niagara (The Wolf King) |
| Brian Tyree Henry | Honolulu                |
| Jenny Slate       | Morgan                  |
| Zachary Quinto    | Crosby Franklin         |
| Charly Day        | Acapulco                |
| Dave Bautista     | Everest                 |
| Kenneth Choi      | Buke                    |
| Josh Tillman      | P-22                    |
| Evan Jones        | Trojan Nash             |
| Nathan Davis Jr.  | Rocco                   |

## Productie
In mei 2017 werd aangekondigd dat Zachary Quinto, Sterling K. Brown, Charlie Day en Jenny Slate samen met Jodie Foster zouden meespelen in het regiedebuut van scenarioschrijver Drew Pearce. De film zal geproduceerd en gefinanceerd worden door Simon en Stephen Cornwell van The Ink Factory en Adam Siegel en Marc Platt van Marc Platt Productions.

### Release
Hotel Artemis ging op 19 mei 2018 in wereldpremière in het Regency Village Theater, Westwood, Los Angeles. De film kreeg overwegend positieve kritieken van de filmcritici met een score van 73% op Rotten Tomatoes, gebaseerd op 22 beoordelingen.